# 탁춘봉
탁춘봉(卓春峰, 일본식 이름: 山本春峰야마모토 슌호, 1899년 1월 5일 ~ ?)은 일제강점기의 관료, 기업인, 언론인, 공작원으로, 본적은 평안북도 정주군 정주면이다.

## 생애
1906년 4월 평안북도 정주군 정주면 소재 보통학교에 입학했으며, 1908년 4월부터 1911년 3월까지 경성보성보통학교에 재학했다. 1911년 4월 경성 보성고등보통학교에 입학했지만, 1913년 3월 학교를 중퇴했고, 1913년 5월 입학할 때부터 1916년 3월 졸업할 때까지 일본 도쿄 일본교육학회에 재학했다.
1916년 10월부터 1918년 2월까지 평안북도청 고원(雇員, 임시직), 1918년 3월부터 1920년 2월까지 평안북도 정주군청 고원(雇員)으로 근무했으며, 1920년 3월부터 1924년 4월까지 평양에서 곡물상과 문구상을 운영했다. 1924년 4월 경성부로 이주했고, 1926년 8월 경성부에서 잡지사 신성사(新聲社)를 경영했다. 1927년 9월부터 1928년 11월까지 시사신문과 동아일보 통신원을 역임했으며, 1929년 2월부터 1930년 5월까지 문구지류상(文具紙類商)을 경영했다. 1930년 8월 만주로 이주했다.
1930년 12월부터 1932년 5월까지 하얼빈에서 조선일보 기자로 근무했고, 1931년 12월 조선일보 하얼빈 지국장으로 선임되었다. 1931년 11월부터 1934년 3월까지 하얼빈조선인거류민회 회장을 역임하는 동안 항일 세력에 대한 정보를 수집하여 일본 측에 제공했다. 전만조선인민회연합회(全滿朝鮮人民會聯合會)에서 활동하는 동안 만주에서 활동하고 있던 항일 세력을 탄압하기 위한 차원에서 일본군의 주둔과 자위단 조직을 적극 주장했으며, 1933년 9월 만몽일보 기자로 선임되었다. 1934년 만주국 건국공로장에 상신되었고, 1938년 9월 1일 동아일보 하얼빈 지국 고문으로 선임되었다. 1939년 12월 6일에 열린 김동한 간도협조회 회장 동상 제막식에서 만주국 협화회 하얼빈 시 본부원 대표로 참석했다.
1939년 12월부터 1941년 3월까지 만주국 협화회 하얼빈 금강분회 총무부장을 역임하면서 일제의 재만 조선인 통제 정책에 적극 협력했으며, 1940년 8월 21일에는 창씨를 자축하는 뜻에서 국방헌금 20원을 납부했다. 1940년 9월 조선인교육후원회 하얼빈 지역 위원으로 선임된 뒤부터 일제의 황민화 교육 정책 시행을 적극 주도했다.
1940년 11월 1일 동남지구특별공작후원회 본부 하얼빈 지역 상무위원 겸 빈장 성(빈강성) 지부 상무위원으로 선임된 뒤부터 일제의 항일 세력 탄압을 적극 지원했다. 1940년 11월 9일부터 11월 21일까지 동남지구특별공작후원회(東南地區特別工作後援會) 빈장 성(빈강성) 지부 제5반 유세반장을 역임하는 동안 항일 세력 탄압을 선전하는 유세 활동을 벌였으며, 1941년 3월 젠다오 성(간도성) 사무관으로 선임되었다.
민족문제연구소의 친일인명사전 수록자 명단의 해외 부문, 친일반민족행위진상규명위원회가 발표한 친일반민족행위 705인 명단에 포함되었다.

## 참고자료
- 친일반민족행위진상규명위원회 (2009). 〈탁춘봉〉. 《친일반민족행위진상규명 보고서 Ⅳ-18》. 서울. 600~622쪽.